# Капітолій штату Айова
Капітолій штату Айова (англ. Iowa State Capitol) розташований у місті Де-Мойн — столиці штату Айова. У ньому проводить свої засідання Генеральна асамблея штату Айова, що складається з Палати Представників і Сенату штату Айова. У ньому також міститься офіс губернатора штату Айова. Сучасну будівлю Капітолія було побудовано в 1871—1886 роках за проєктом архітекторів Джона Кокрейна та Альфреда Пікенара.

## Історія

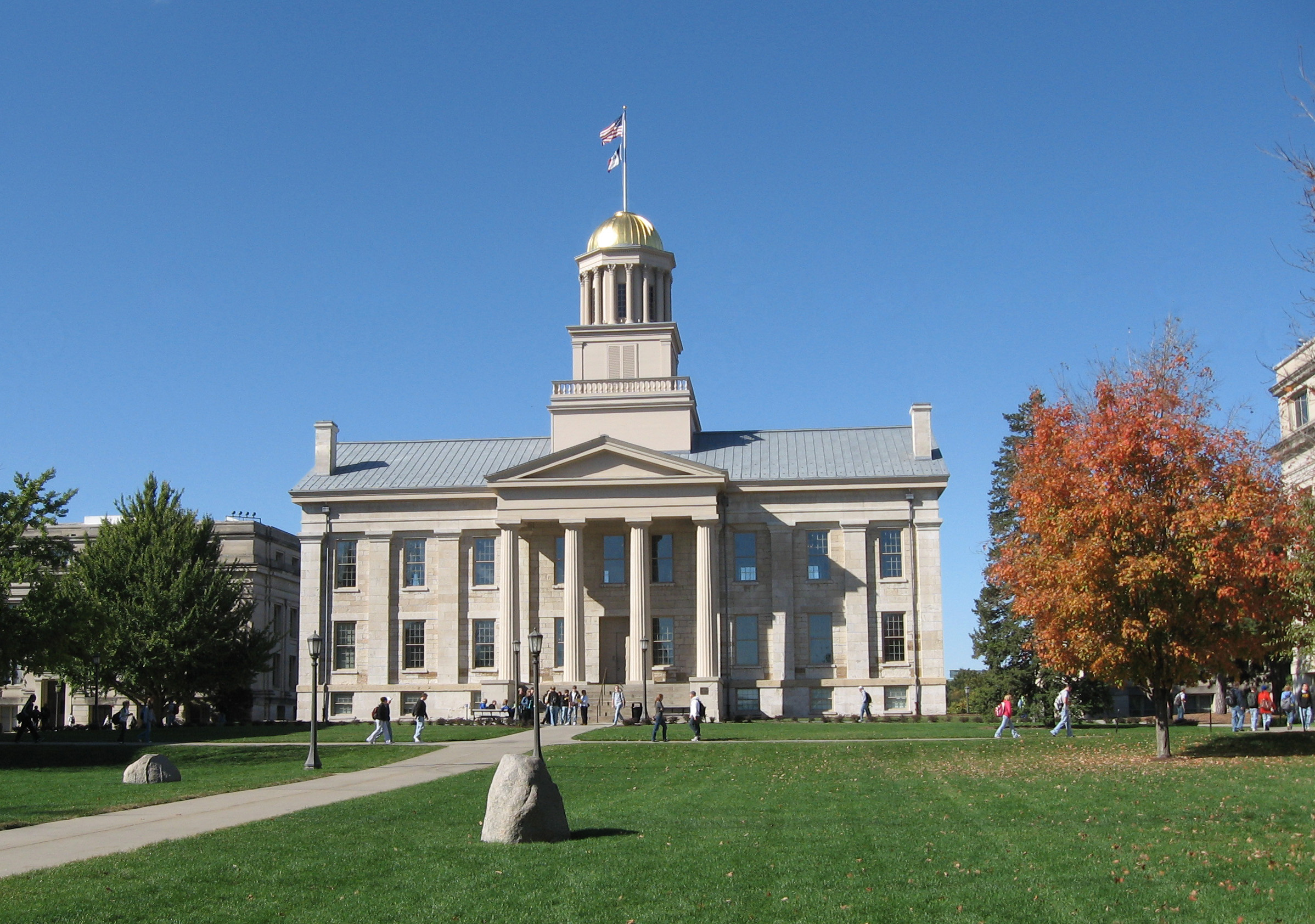
Старий кам'яний Капітолій в Айова-Сіті

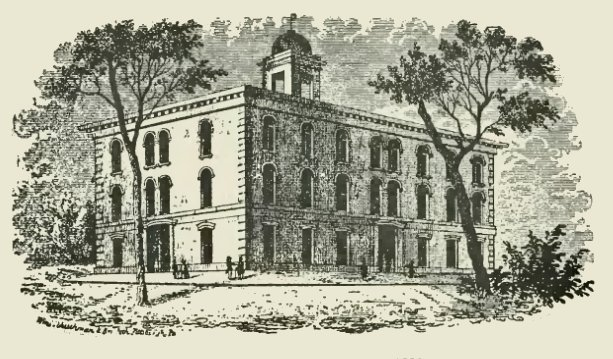
Старий цегляний Капітолій в Де-Мойні

Із часу отримання Айовою статусу штату в 1846 році, нинішня будівля Капітолія є третьою за рахунком. Перша будівля, «Старий кам'яний Капітолій» (англ. Old Stone Capitol) була в Айова-Сіті і виконувала функції Капітолія штату протягом 16 років. Ця будівля й досі існує та використовується Університетом Айови.
Після рішення Генеральної асамблеї Айови про перенесення столиці штату в Де-Мойн, в 1856 році там почалося будівництво другого будинку Капітолія, який згодом називали «Старим цегляним Капітолієм» (Old Brick Capitol). Ця будівля була Капітолієм Айови 26 років. Будівля була зруйнована в результаті пожежі в 1892 році.
У 1870 році Генеральна асамблея штату створила комісію, щоб вибрати архітектора й проєкт будівництва нового Капітолія, з умовою, що вартість будівництва повинна була бути в межах 1.5 мільйонів доларів (у цінах того часу). Архітекторами були обрані Джон Кокрейн (John C. Cochrane) і Альфред Пікенар (A. H. Piquenard). Наріжний камінь Капітолія був закладений 23 листопада 1871 року, проте через сувору зиму частину фундаменту довелося переробляти — у результаті другий наріжний камінь був закладений 29 вересня 1873 року. Кокрейн пішов із посади архітектора Капітолія в 1872 році, а Пікенар залишався архітектором до своєї смерті в 1876 році. Після цього, його справу продовжили два його помічники, М. Белл (M. E. Bell, працював до 1883 року) і В. Хекні (W. F. Hackney, працював до кінця будівництва).
Будівлю Капітолія було урочисто відкрито в січні 1884 року, коли обидві палати Генеральної асамблеї (Палата представників і Сенат) провели свої перші засідання у нових приміщеннях. Губернатор та інші керівники штату зайняли свої офіси в 1885 році, а приміщення Верховного суду було відкрито в 1886 році. До того часу, повна сума витрат на будівлю Капітолія була майже 2.9 мільйона доларів, тобто майже в два рази більше, ніж передбачалося. Тим не менш, проведений фінансовий аудит знайшов недостачу тільки в 3.77 долари (за 15 років будівництва).
У 1902 році була зроблена спроба добудувати та модернізувати будівлю — зокрема, встановити електричне освітлення, ліфти та телефонний зв'язок. У процесі роботи в північному крилі Капітолія 4 січня 1904 року сталася сильна пожежа, імовірно, розпочалася від незагашеної свічки одного з працівників. Вогонь серйозно пошкодив приміщення Палати представників і Верховного суду, а також ряд інших офісів. Після цього довелося заново відновлювати будівлю. Також були закуплені мозаїки та картини для прикраси будинку. У результаті сукупна вартість будівництва Капітолія зросла до 3.3 мільйонів доларів.
Остання реставрація будівлі Капітолія проводилася в 2003 році.

## Архітектура

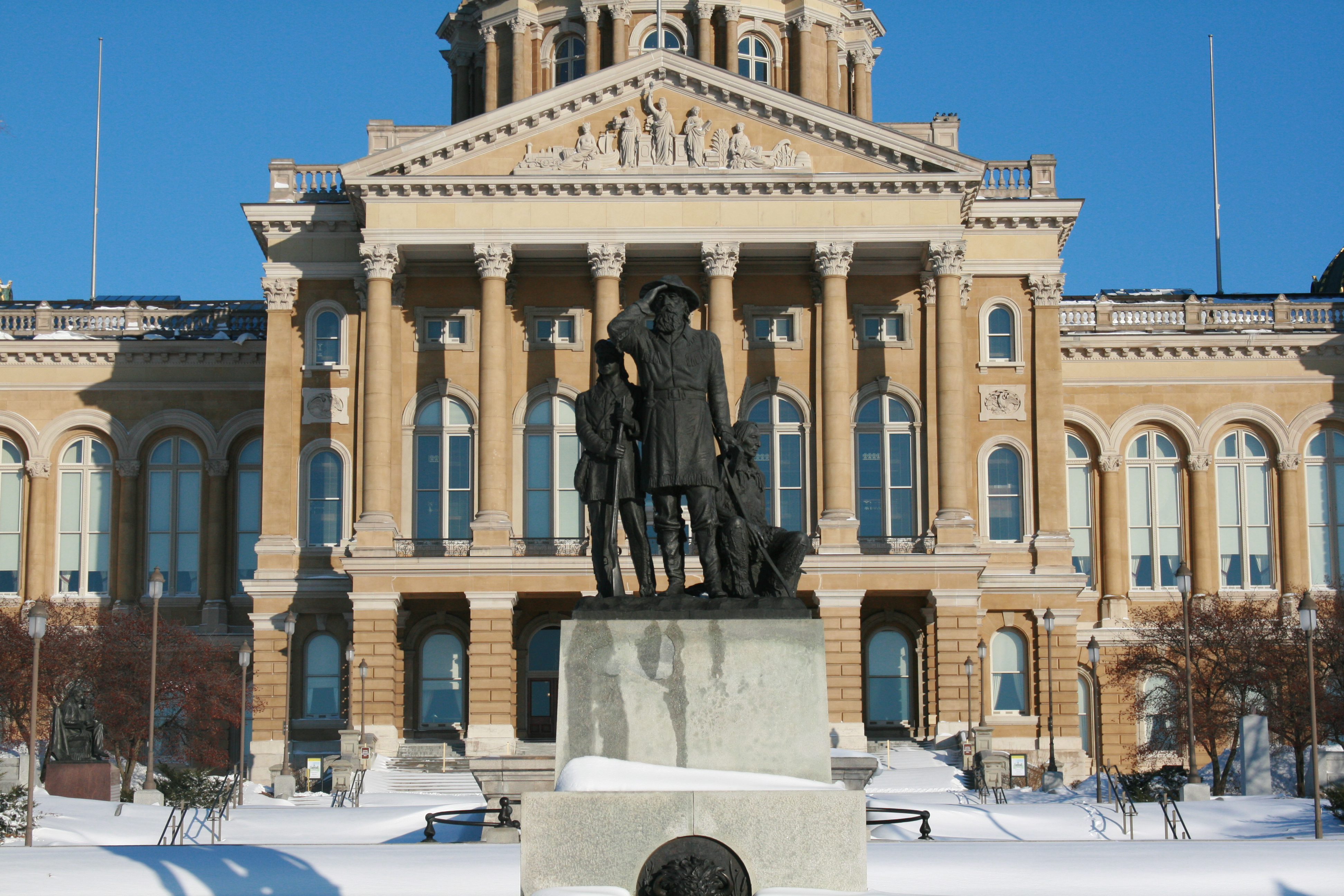
Скульптурна група «Першовідкривачі» на фоні західного боку Капітолія

Капітолій штату Айова — єдиний капітолій у США, що має 5 куполів. Його довжина з півночі на південь — 110,8 м, а з заходу на схід — 75,3 м. Висота головного куполу — 83,8 м над рівнем нижнього поверху, діаметр куполу — 24,4 м. Із 1884 року по 1924 рік Капітолій був найвищою будівлею в Де-Мойні і, мабуть, у всій Айові.
Будівля побудована з цегли, з використанням вапняку, привезеного із штатів Айова, Міссурі, Міннесота, Огайо та Іллінойс. Використовується також граніт, видобутий в Айові. Портики з головного та зворотного боків Капітолія увінчані фронтонами, кожен з яких підтримується шістьма коринфськими колонами.
Головний купол Капітолія (The Dome) позолочений тонким (1/250000 дюйма, приблизно 0,1 мікрона) шаром 23-каратного золота, при цьому загальна маса золота становить приблизно 100 тройських унцій або близько 3,1 кг. Вартість первісної позолоти становила 3,5 тисяч доларів, а вартість наступних повторних позолот була: в 1927 році — 16,5 тисяч доларів, у 1965 році — 79,9 тисяч доларів, а в 1998—1999 роках — приблизно 400 тисяч доларів.

## Галерея

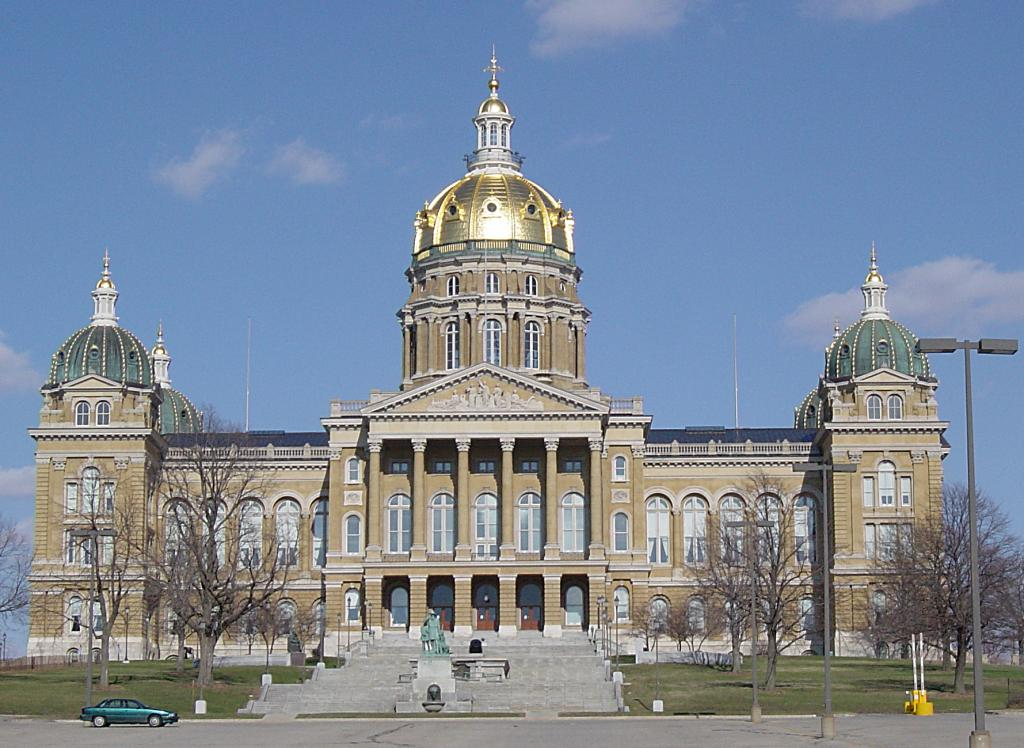
Капітолій штату Айова
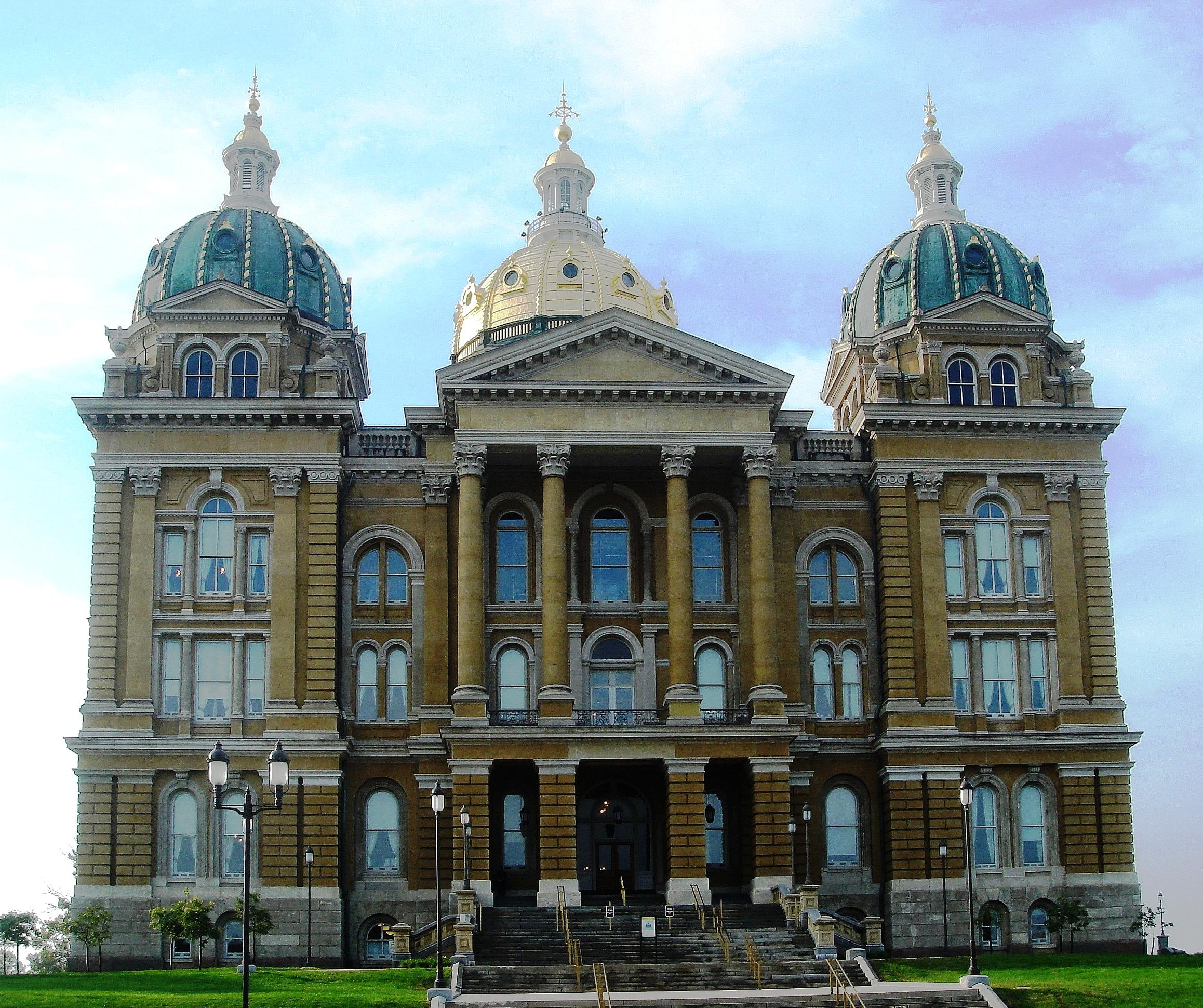
Капітолій з північної сторони
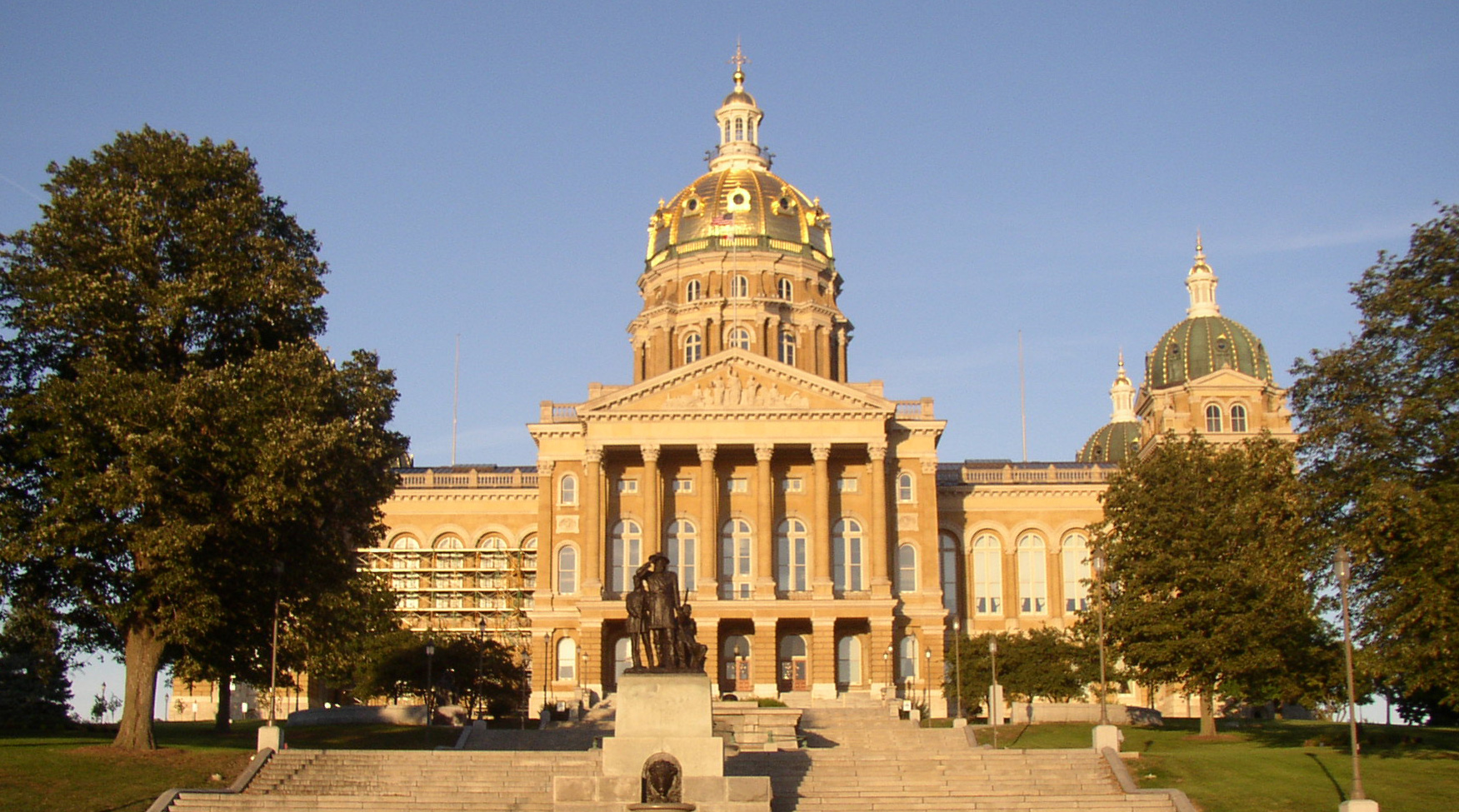
Капітолій з західної сторони
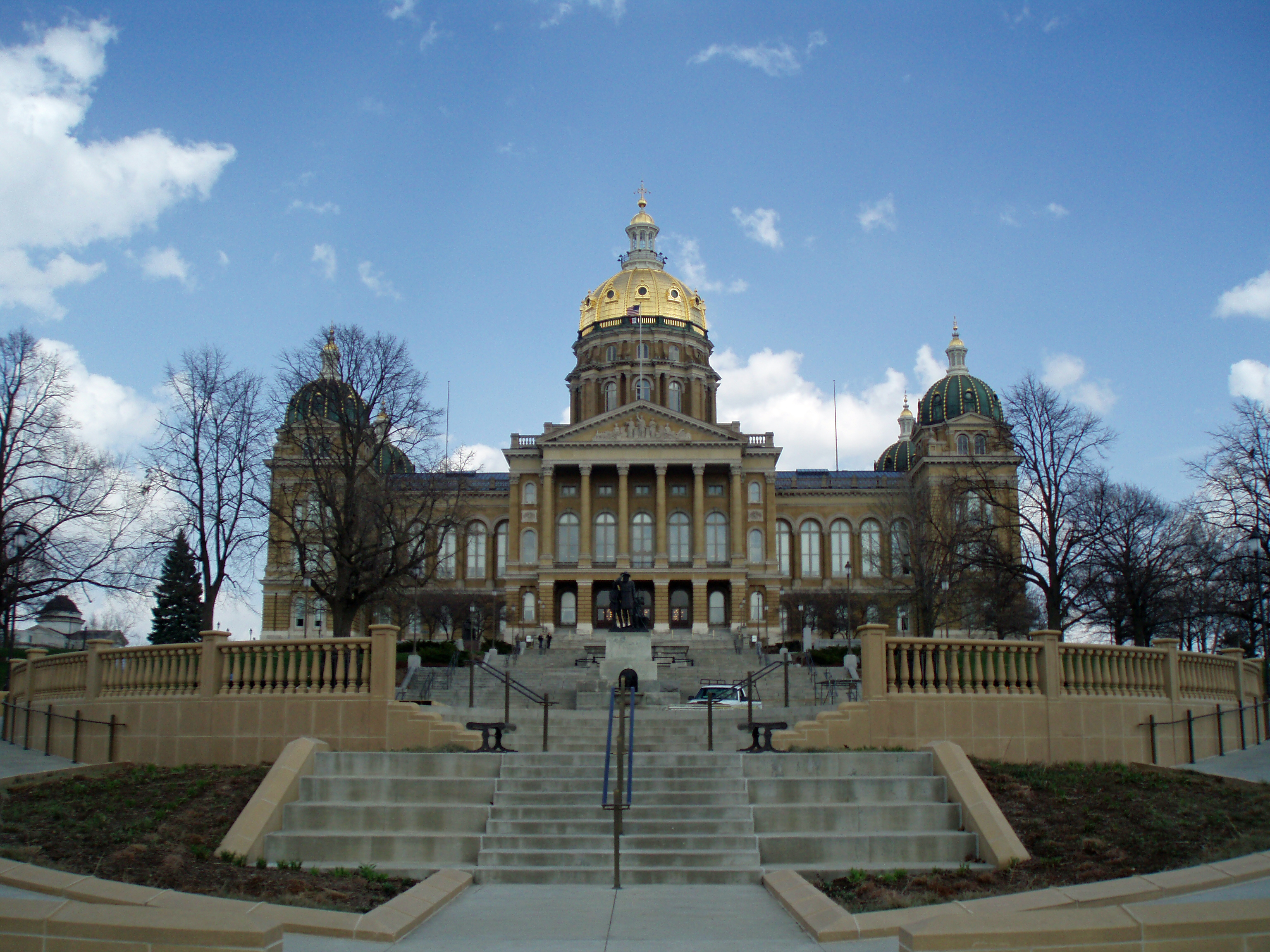
Капітолій разом із сходами
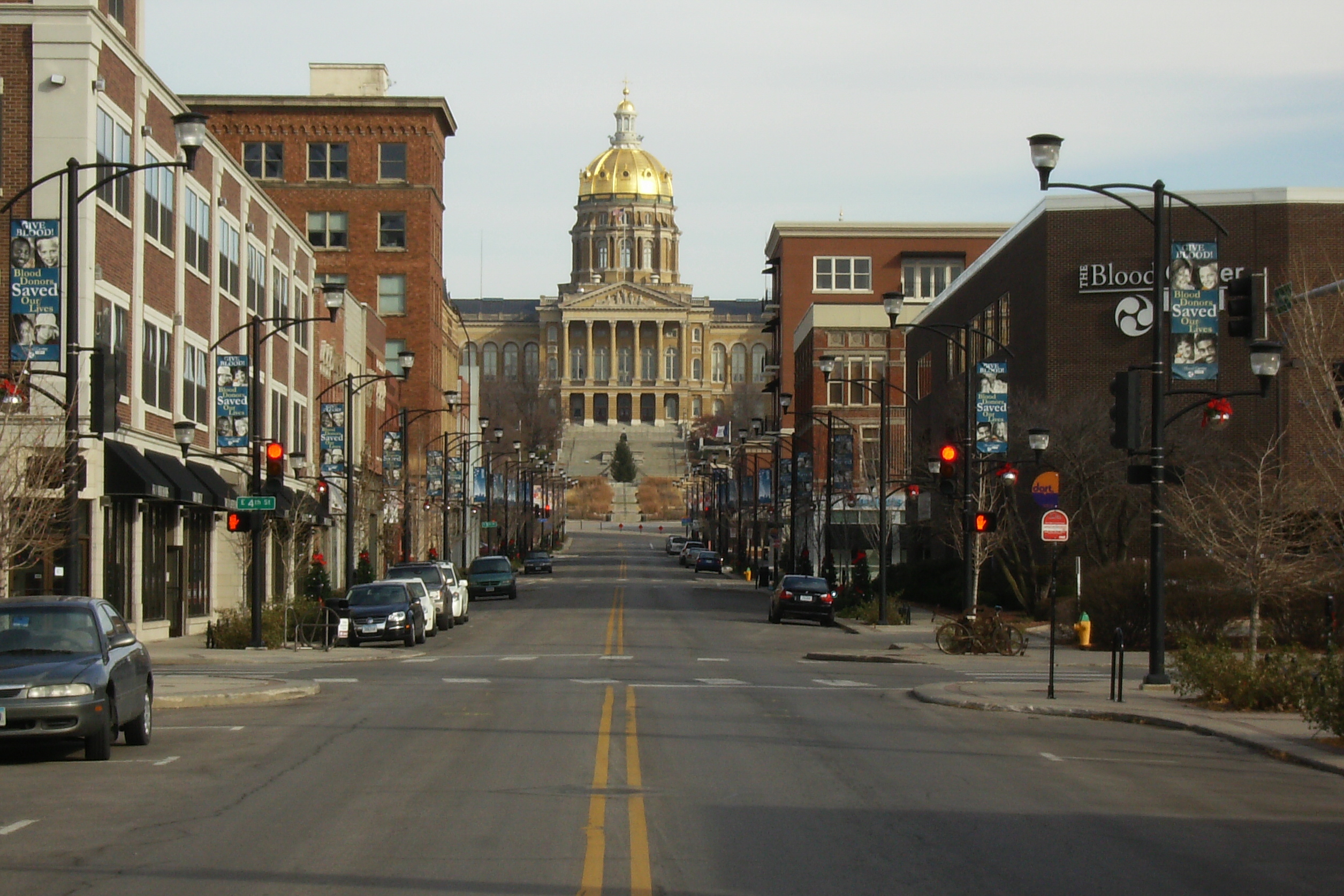
Вид на Капітолій із заходу (уздовж Locust Street)
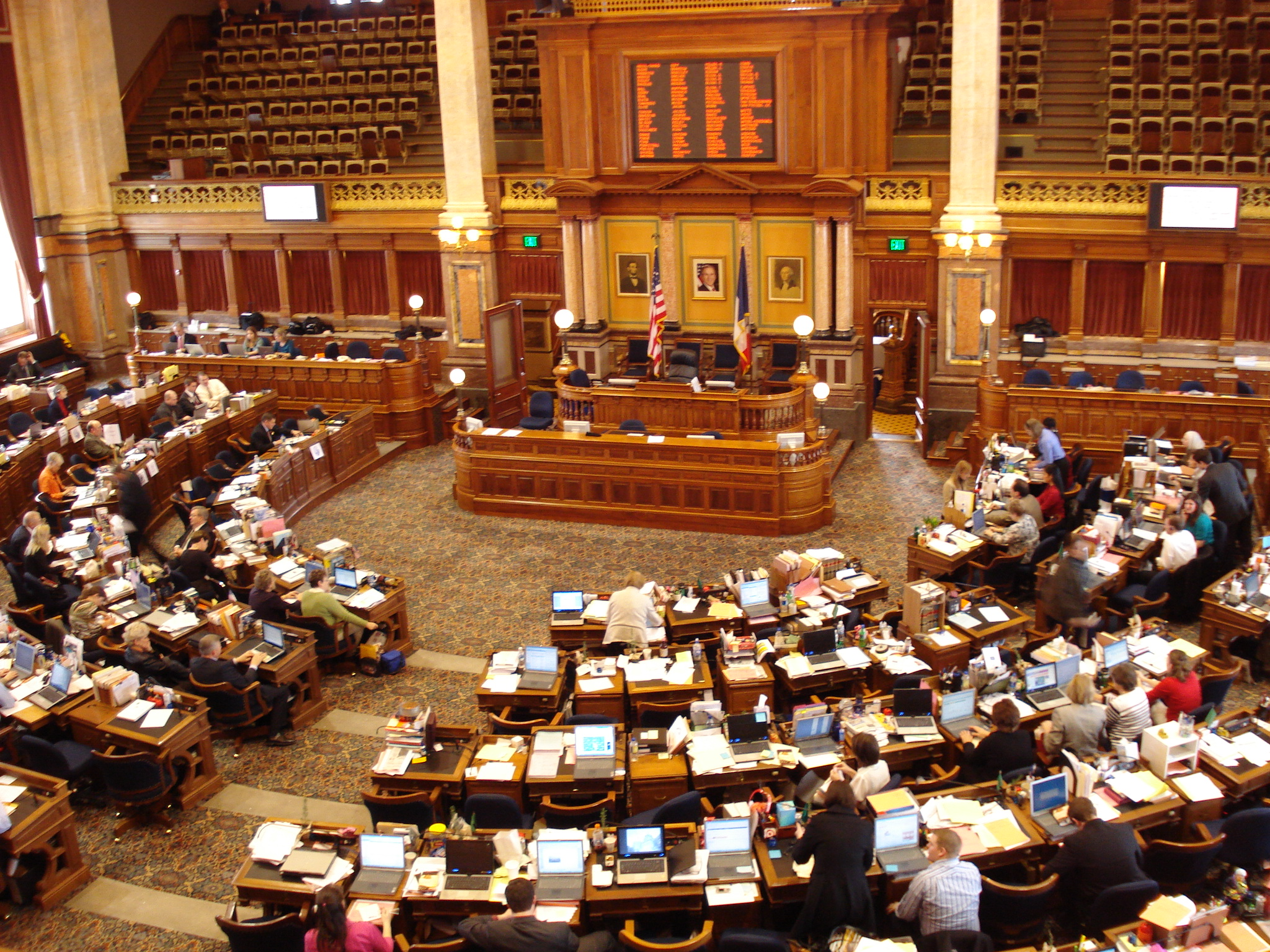
Зал Палати представників Айови
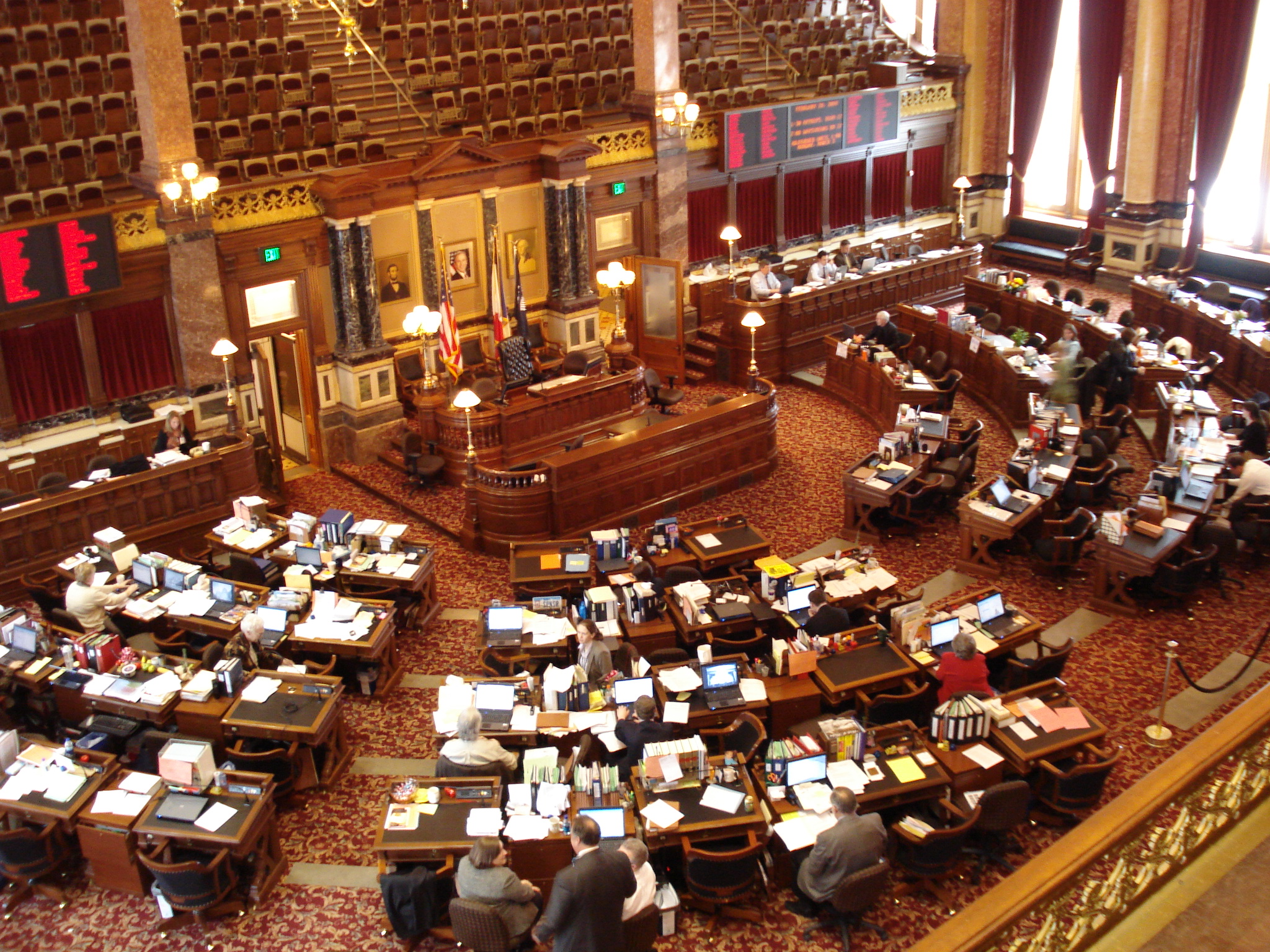
Зал Сенату Айови
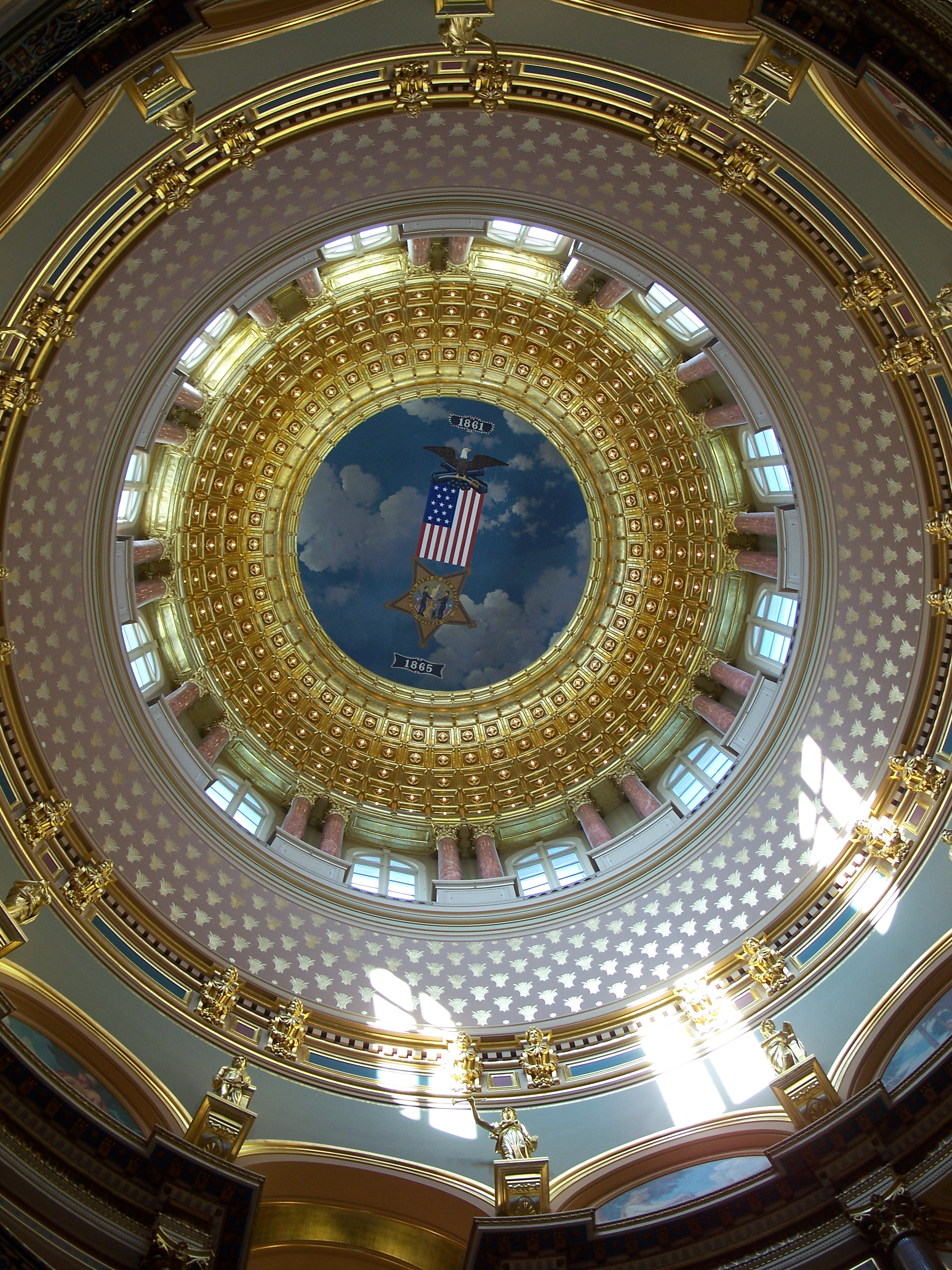
Вид знизу на ротонду Капітолія

## Галерея фото та відео

### Фотогалереї
- Iowa State Capitol — Des Moines, Iowa // Edward Crim Photography (2010) [Архівовано 7 січня 2012 у Wayback Machine.]
- Iowa State Capitol — Des Moines, Iowa // Flickr
- Iowa State Capitol — Des Moines, Iowa // capitolshots.com (© Capitolshots Photography.) [Архівовано 22 червня 2020 у Wayback Machine.]
- Iowa State Capitol — Des Moines, Iowa // Capitol Store Company [Архівовано 21 червня 2020 у Wayback Machine.]

### Відео (тури)
- C-SPAN Cities Tour — Des Moines: Iowa State Capitol (July 19, 2014.) [Архівовано 10 серпня 2020 у Wayback Machine.] //